# Cerro de Moctezuma

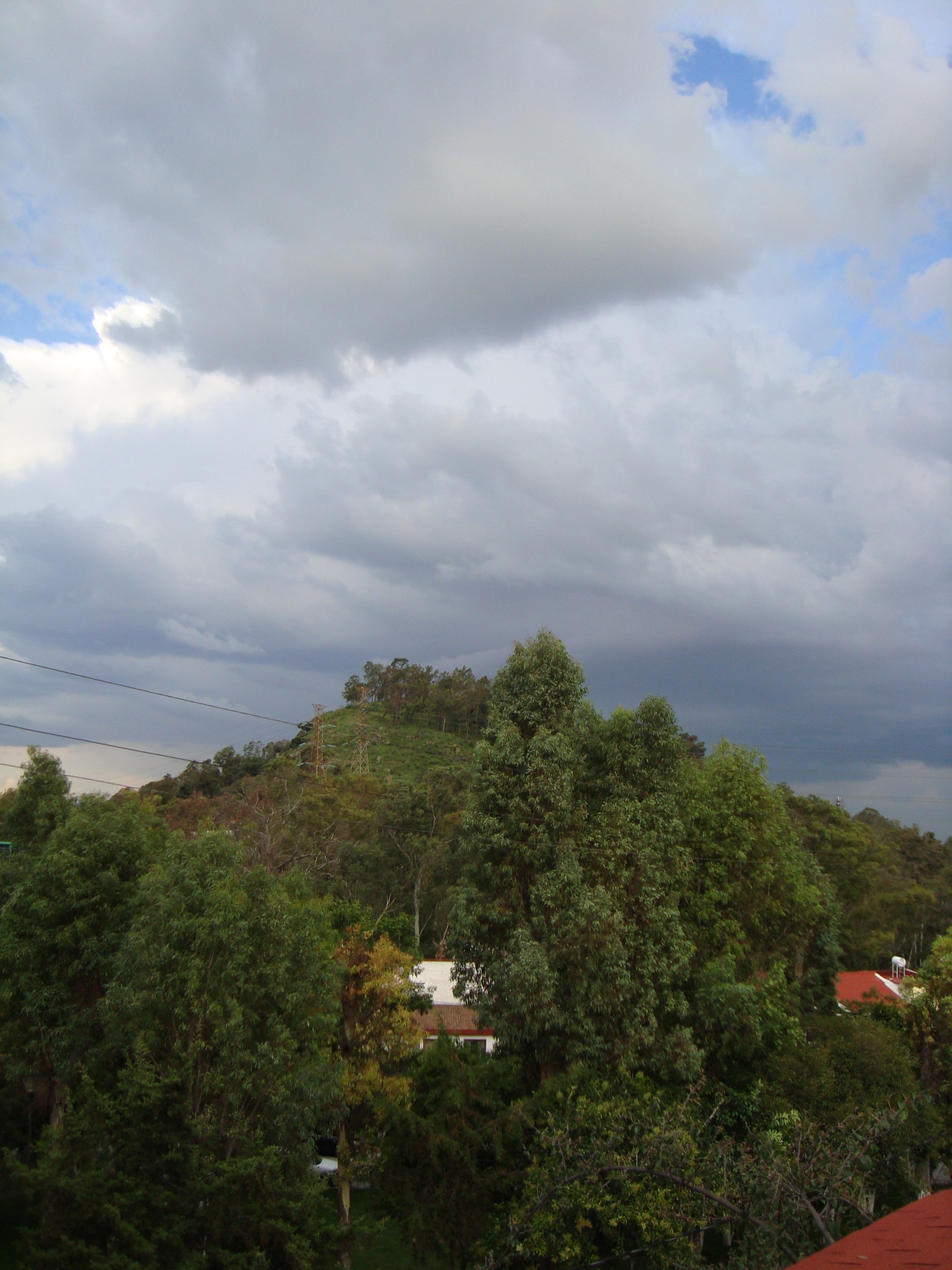
Cerro de Moctezuma o conocido también como el Cerro de las Aves, considerado zona arqueológica protegida.

El Cerro de Moctezuma es un cerro ubicado en el municipio de Naucalpan, al poniente de la Ciudad de México. Es zona arqueológica protegida por el Instituto Nacional de Antropología e Historia, y formó parte del parque nacional Los Remedios. Es de las últimas áreas verdes dentro del área urbanizada de Naucalpan. Comprende un área de 91 mil metros cuadrados, y en sus laderas se asientan las colonias Alcanfores, Balcones de San Mateo, El Mirador, Jardines de San Mateo, Bosques de Moctezuma y Laderas de San Mateo.

## Zona arqueológica
El cerro de Moctezuma cuenta con vestigios arqueológicos de los periodos Preclásico y Posclásico. En él fueron hallados petroglifos calendáricos, arranques de muros de un observatorio u adoratorio mexica Sin contar con lo que ha sido saqueado durante décadas del sitio o destruido en las sucesivas invasiones en sus laderas.

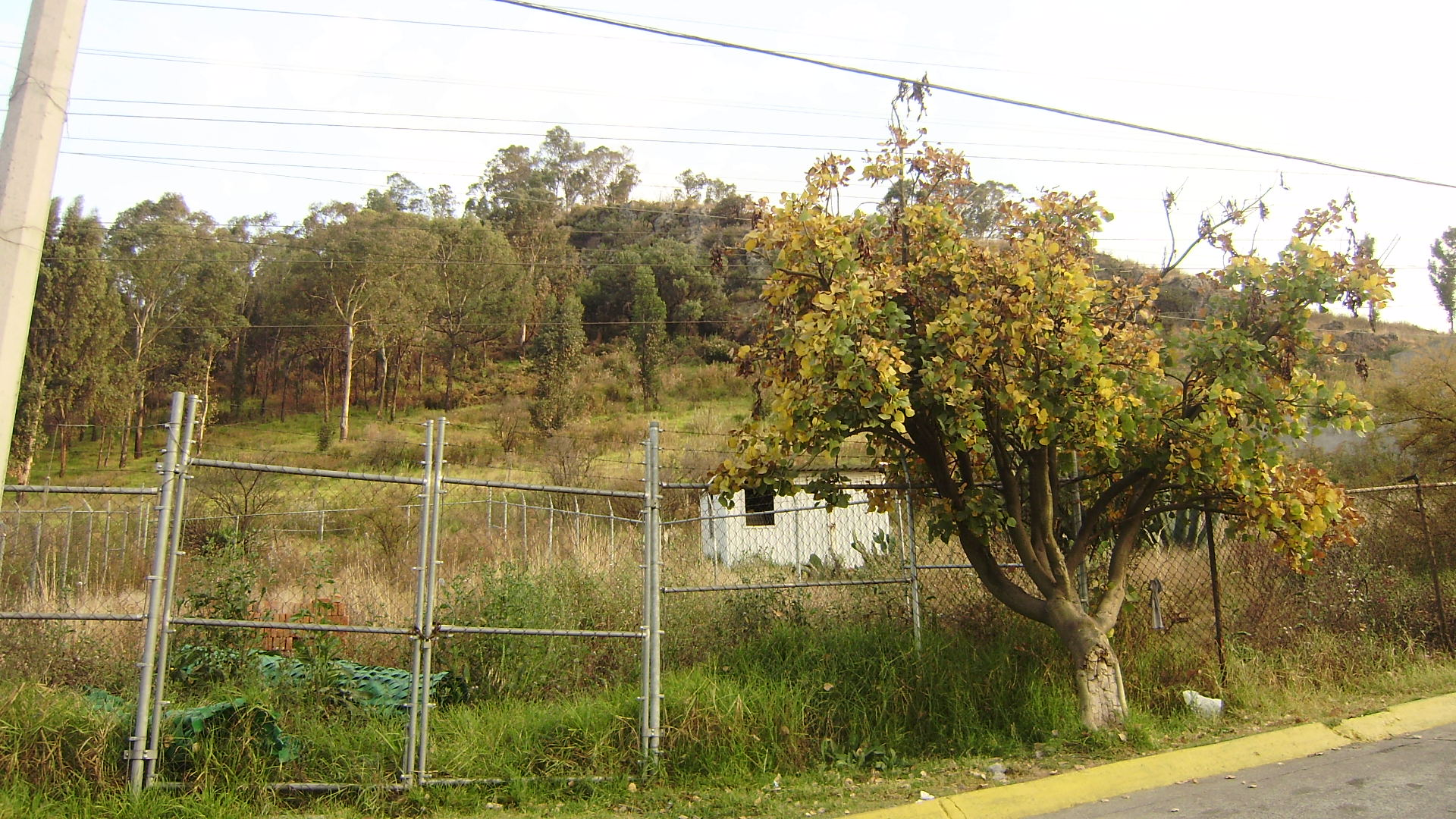

## Construcciones en su perímetro
Desde hace tres décadas ha sido protegido por movimientos vecinales, han impedido que se fraccionen casas en el área protegida.